# Laurent Deleglise
Laurent Deleglise (eigentlich: Jules Ernest Grenout) (* 16. August 1891 in Frankreich; † 1961 am Jauerling) war ein international tätiger Krimineller und Inhaber der Burg Oberranna.

## Leben
In Frankreich geboren, ging er zunächst nach England und dann nach Kanada, wo er zum Kopf eines weltweit agierenden Schmugglerringes aufstieg. Bereits davor wurde er 1909 der Mittäterschaft an einem Eisenbahnraub in Frankreich verdächtigt und geriet 1911 wegen Geldfälschung ins Visier der französischen Behörden. In England wurde er wegen Diebstahls verurteilt. 1919 bestach er den Betriebsleiter der Cunard Line, um über einen sicheren Transport über den Atlantik Drogen zu schmuggeln. Allerdings flog der Aufbau eines Vertriebsnetzes in Kanada und den USA auf und er musste das Land wieder verlassen, sodass er 1921 wieder in Europa war, wo er aber ebenso in vielen Staaten Westeuropas gesucht wurde.
Durch falsche Angaben gelang es ihm, eine Zuständigkeit zu Kalksburg zu erwirken und damit die österreichische Staatsbürgerschaft zu erlangen. 1931 ersteigerte er die Burg Oberranna und begann mit Renovierungsarbeiten. Sehr zum Missfallen der vorigen Besitzerin Annie Dirkens ersteigerte er dabei auch große Teile der Einrichtung. Während des Zweiten Weltkrieges wollten die Nationalsozialisten in den Besitz des Schlosses gelangen, verhafteten Deleglise und leiteten den Verkauf ein. Obwohl es einen unterschriebenen Kaufvertrag gab, hatte der inhaftierte Deleglise nie den Kaufpreis erhalten, womit er nach dem Zweiten Weltkrieg wieder Eigentümer der Burg war.
1961 wurde Deleglise tot am Jauerling aufgefunden. Er wurde auf dem Friedhof von Niederanna bestattet und seine Witwe lebte bis ins Jahr 1982 alleine auf der Burg.